# 维旺迪
威望迪股份責任有限公司（英語：Vivendi SA）是一家總部位於巴黎的法國媒體綜合公司。威望迪公司在水務、音樂、電視、電影、電子遊戲、圖書出版、電訊、演出門票及视频托管服务等方面均有業務。

## 公司業務
威望迪股份責任有限公司是一家專注于數字娛樂的公司。其旗下擁有法國電視頻道及電影製片公司Canal+集團，以及全球音樂領導公司環球音樂集團、圖書出版公司Editis、通訊公司哈瓦斯通讯社、電子遊戲公司Gameloft和影片分享網站每日影像等。
威望迪股份責任有限公司現任總裁樊尚·博洛雷于2014年6月任命，其任務旨在整合威望迪旗下媒體業務，發揮Canal+集團、環球音樂集團、威望迪場地、每日影像、Gameloft、義大利電信等各子公司的協同聯合效應。

### 影視業務
Canal+集團是法國領先的付費電視集團；同時其旗下的通道影業也是國際知名電影與電視劇製片商和發行商。2013年11月，威望迪公司成為法國最大付費電視公司的獨家所有者。

### 音樂業務
作為威望迪股份責任有限公司旗下音樂事業部分的環球音樂集團，與索尼音樂娛樂集團、華納音樂集團並稱“全球三大音樂集團”。

## 外部連接
- 官方网站（法文）（英文）